# Justus Wilhelm Schäffer
Justus Wilhelm Schäffer (* 13. Juli 1784 in Witzenhausen; † 30. Juni 1859 ebenda) war ein deutscher Oberberg- und Salineninspektor und plante den Bau einer Eisenbahnverbindung durch Kurhessen, durch die Kassel zu einem Knotenpunkt von Bahnlinien werden sollte. Er war Mitglied der kurhessischen Ständeversammlung. 

## Leben
Justus Wilhelm Schäffer absolvierte eine Ausbildung im Bergwesen und war Oberberginspektor und Rechnungsführer im Braunkohlentagebau am Hohen Meißner. 
Im Salzamt zu Nauheim war er als Obersalineninspektor für den reibungslosen Betrieb der Anlage verantwortlich. 
Im Dezember 1832 verfasste er den  Prospectus und Vorschlag zu Anlage einer großen Continental-Eisenbahn, zur Verbindung der Ost- und Nordsee mit dem Main, der Donau – dem Schwarzen Meere.
Des Weiteren plant er die Schaffung einer Eisenbahnverbindung durch Kurhessen, durch die Kassel zu einem Knotenpunkt von Bahnlinien werden sollte.
Von 1833 bis 1835 hatte er ein Mandat für den kurhessischen Landtag, gewählt aus dem Wahlbezirk Witzenhausen. Er galt als gemäßigt liberal. 
Die Ständeversammlung wurde nach den Unruhen im Jahre 1830 zum Zweck der Beratung und Verabschiedung einer Verfassung gebildet und hatte bis 1866 Bestand, als das Land Hessen durch Preußen annektiert wurde.